# Barbara Hajcel
Barbara Hajcel-Węcławek (ur. 10 grudnia 1971 w Poznaniu) – polska kajakarka, mistrzyni świata (1994), wielokrotna mistrzyni Polski.

## Kariera sportowa
Była zawodniczką Posnanii. Jej największym sukcesem w karierze sportowej było mistrzostwo świata w konkurencji K-2 500 w 1994 (w parze z Elżbietą Urbańczyk). Na tych samych mistrzostwach sięgnęła także po brązowy medal w konkurencji K-2 200 m (również z Elżbietą Urbańczyk). W 1994 zdobyła także srebrny medal Igrzysk Dobrej Woli, w konkurencji K-2 500 m (razem z Elżbietą Urbańczyk). Sukcesy te przyniosły jej 4. miejsce w Plebiscycie Przeglądu Sportowego na najlepszego sportowca roku 1994.
Była 15-krotną mistrzynią Polski w konkurencjach:
- K-1 200 m (1994)
- K-2 200 m (1994) – z Elżbietą Urbańczyk
- K-4 200 m (1994) – z Karoliną Słotą, Elżbietą Urbańczyk i Agatą Piszcz
- K-1 500 m (1990, 1991, 1994)
- K-2 500 m (1993, 1994) – z Elżbietą Urbańczyk
- K-4 500 m (1990) – z Beatą Brzezińską, Ewą Gawędą i Jolantą Kizińczak, (1991) – z Beatą Brzezińską, Jolantą Kizińczak i Małgorzatą Szuszkiewicz, (1993) – z Karoliną Słotą, Elżbietą Urbańczyk i Izabelą Dylewską, (1994) – z Karoliną Słotą, Elżbietą Urbańczyk i Agatą Piszcz
- K-1 5000 m (1991)
- K-2 5000 m  (1993) – z Elżbietą Urbańczyk, (1994) – z Anetą Michalak.

Jej kariera sportowa uległa załamaniu w 1996, kiedy to została oskarżona o podanie innej zawodniczce, Iwonie Pyżalskiej, środka zawierającego niedozwolone substancje. Oficjalnie zakończyła karierę w 2002, ale w 2012 powróciła do wyczynowego ścigania się na torze.